# 백야

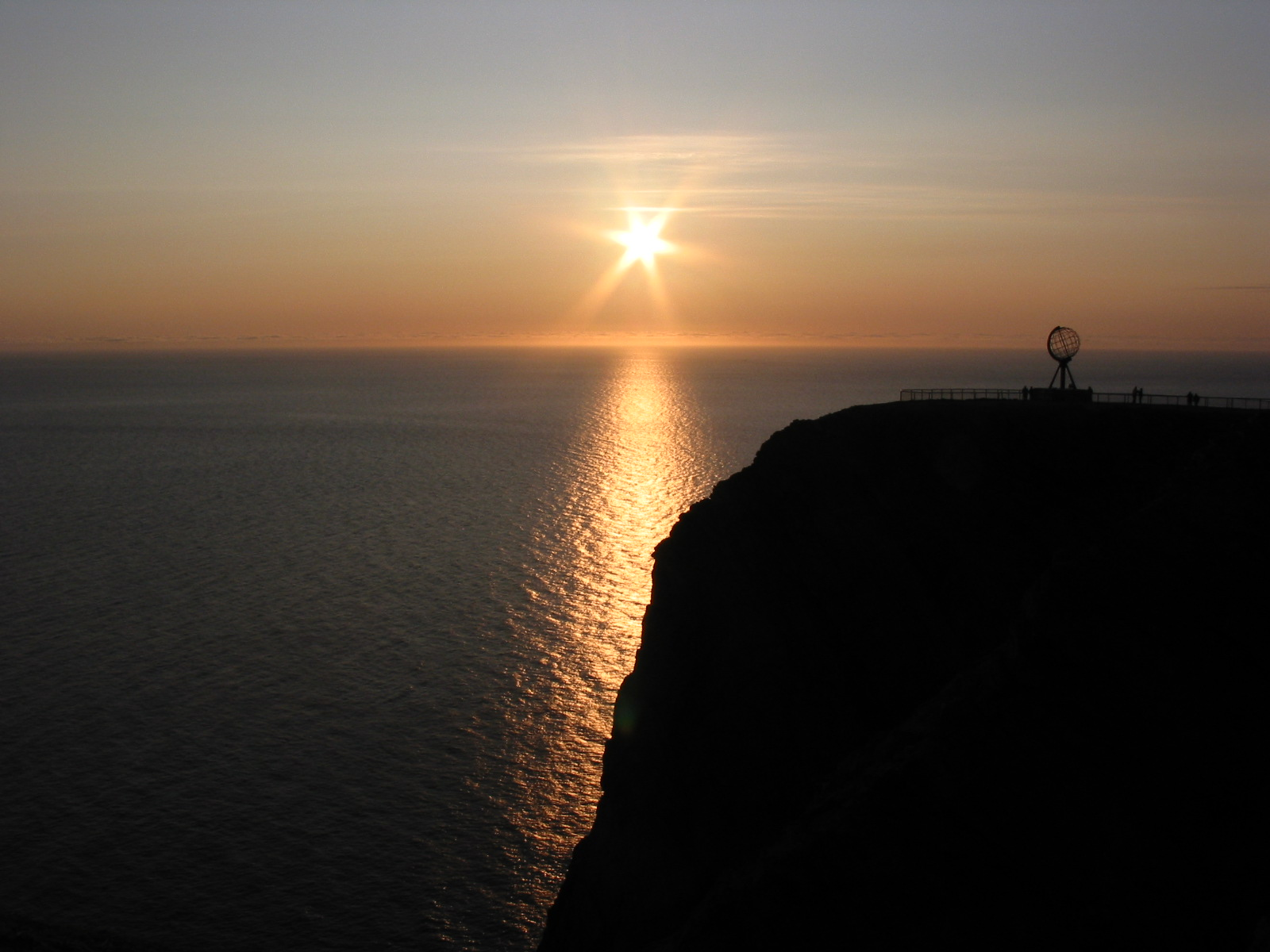
노르웨이의 백야 현상

백야(白夜)는 위도 48.5° 이상인 지역에서 여름 동안 어두워지지 않는 현상을 말한다. '하얀 밤'이라는 표현은 러시아에서 쓰는 것으로, 스웨덴 등 다른 지방에서는 이를 '한밤의 태양'으로 부른다.

## 현상
하루 중 태양의 최저 고도가 -18° 이상일 때 일어난다. 즉, 천문박명, 항해박명, 시민박명으로 인한 백야 현상도 모두 포함한다.

## 백야 시간
대표적으로 백야가 일어나는 장소는 노르웨이의 노르카프라는 도시이며, 이곳은 여름철일 때마다 항상 태양이 지평선 아래로 내려가지 않는다. 그래서 노르카프 지역에는 사람들이 여름철마다 백야로 인해 많은 관광에 몰린다. 하지만, 노르웨이의 노르카프보다 더 높은 지역이자, 최단 북쪽에 위치한 스발바르 제도 지역에서는 태양이 자정이 되어도 하늘에 멀쩡하게 떠있어 대낮같이 환하다. 하지만 하지의 경우에는 북위 69도 정도의 노르웨이의 트롬쇠 지역에서도 태양이 지평선 아래로 지지 않는 장면을 관측할 수는 있다.
핀란드 등에서도 백야가 발생하는데 이 곳은 오후 10시 40분부터는 태양이 지평선 아래로 내려가지만 그다지 어두워지지는 않고 노을이 북쪽하늘로 점점 이동하여 남아있기 때문에 초저녁이나 새벽처럼 하늘이 듬성듬성할 뿐이다. 그러다가 오전 3시쯤이면 북동쪽에서 다시 태양이 차차 떠오르기 시작한다. 그리고 핀란드의 헬싱키, 토르니오, 콘츄라 등의 도시에서도 백야가 발생한다. 그리고 핀란드의 쿠오피오이라는 도시에서도 백야가 일어나기도 한다. 이외에 미국의 알레스카와 러시아 북쪽지역과 아이슬란드 등에서도 백야가 일어난다. 핀란드의 토르니오 지역에서는 자정까지 태양이 북쪽에 간신히 보이다가 이후 지평선 아래로 내려갔다가 새벽 3시 20분이 되면 태양이 북동쪽에서 다시 뜬다.
대척점인 남극과 그 주변 해상 지역에서도 관측된다.
이곳은 태양이 서쪽에서 지평선 아래로 내려가는 게 아니라 북서쪽으로 천천히 내려가 북쪽이 가장 낮은 높이의 절정에 이르고 북동쪽으로 천천히 떠오른다. 백야가 일어나는 지역도 다른 지역처럼 태양이 위 아래로 움직이는 이유는 지구가 23.5
도 기울어져 있는 상태에서 자전하기 때문이다.
사실, 계절과 지구의 어느 지역이든지 상관없이 동쪽에서 떠서 서쪽으로 태양이 져도, 이미 지평선 아래로 사라진 태양이 가장 낮은 북쪽(남반구는 남쪽) 하늘을 거쳐서 동쪽으로 다시 뜨기 마련이다.

## 기간
백야 현상이 일어나는 기간을 태양의 적위로 나타내면 다음과 같다.
|                 | 백야 현상이 일어나지 않음 (하루 중 태양의 최저 고도가 -18° 이하) | 천문박명으로 인한 백야 현상 (하루 중 태양의 최저 고도가 -18° ~ -12°) | 항해박명으로 인한 백야 현상 (하루 중 태양의 최저 고도가 -12° ~ -6°) | 시민박명으로 인한 백야 현상 (하루 중 태양의 최저 고도가 -6° ~ 0°) | 완전한 백야 현상 (하루 중 태양의 최저 고도가 0° 이상) |
| --------------- | ---------------------------------------------------------------- | -------------------------------------------------------------------- | ------------------------------------------------------------------- | ----------------------------------------------------------------- | ----------------------------------------------------- |
| 위도 90°        | -23.4° ~ -18°                                                    | -18° ~ -12°                                                          | -12° ~ -6°                                                          | -6° ~ 0°                                                          | 0° ~ +23.4°                                           |
| 위도 84.6°      | -23.4° ~ -12.4°                                                  | -12.4° ~ -6.4°                                                       | -6.4° ~ -0.4°                                                       | -0.4° ~ +5.6°                                                     | +5.4° ~ +23.6°                                        |
| 위도 78.6°      | -23.4° ~ -6.4°                                                   | -6.4° ~ -0.4°                                                        | -0.4° ~ +5.6°                                                       | +5.4° ~ +11.6°                                                    | +11.4° ~ +23.6°                                       |
| 위도 72.6°      | -23.4° ~ -0.4°                                                   | -0.4° ~ +5.4°                                                        | +5.4° ~ +11.4°                                                      | +11.4° ~ +17.4°                                                   | +17.4° ~ +23.4°                                       |
| 위도 66.6°      | -23.4° ~ +5.4°                                                   | +5.4° ~ +11.4°                                                       | +11.4° ~ +17.4°                                                     | +17.4° ~ +23.4°                                                   | +23.4°                                                |
| 위도 60.6°      | -23.4° ~ +11.4°                                                  | +11.4° ~ +17.4°                                                      | +17.4° ~ +23.4°                                                     | +23.4°                                                            | -                                                     |
| 위도 54.6°      | -23.4 ~ +17.4°                                                   | +17.4° ~ +23.4°                                                      | +23.4°                                                              | -                                                                 | -Lo                                                   |
| 위도 48.6°      | -23.4° ~ +23.4°                                                  | +23.4°                                                               | -                                                                   | -                                                                 | -                                                     |
| 위도 0° ~ 48.6° | -23.4° ~ +23.4°                                                  | -                                                                    | -                                                                   | -                                                                 | -                                                     |

즉, 위도 76.6° 이상인 지역에서는 하루 내내 태양이 지평선(또는 수평선) 아래로 내려가지 않아, 하루 내내 낮이 지속되는 경우가 있고, 이 현상은 특히 극점에서는 춘분에서 추분까지 150박 151일 동안 지속된다. 만약, 천문박명으로 인한 백야 현상까지 포함한다면, 극점에서는 이보다 더 길어질 것이다.
또한, 위도 58.6° 인 지역에서는 천문박명으로 인한 백야 현상만 일어난다. 그리고 그 날짜는 하지 때이다.
그리고 위도가 높은 지역으로 올라갈수록, 이 현상이 일어나는 기간이 점점 길어진다.
반대로 겨울에 위도 84.6° 이상인 지역에서 낮에 어두워지는 현상이 일어나는데, 이 현상을 극야(極夜)라고 부른다. 극야란 뜻은 극단적으로 밤이 긴 현상을 뜻한다. 그리고 백야와 극야는 서로 다른 반구에서 일어나는데, 북반구에서 백야가 일어나면 남반구에서는 극야가 일어나고, 남반구에서 백야가 일어나면 북반구에서는 극야가 일어난다. 이런 현상 또한 지구 자전축이 기울어져 있어서 남반구와 북반구의 계절이 반대로 되기 때문에 일어난다.

## 같이 보기
- 극야
- 춘분 (또는 춘분점) (태양의 적위가 0° 인 경우) 때, 북극점(북위 90°) 에서 백야 현상이 발생함.
- 하지 (또는 하지점) (태양의 적위가 +23.4° 인 경우) 때, 북위 48.5° 이상인 지역에서 백야 현상이 발생함.
- 추분 (또는 추분점) (태양의 적위가 0° 인 경우) 때, 남극점(남위 90°) 에서 백야 현상이 발생함.
- 동지 (또는 동지점) (태양의 적위가 -23.4° 인 경우) 때, 남위 48.5° 이상인 지역에서 백야 현상이 발생함.